# Céline Dumerc
Céline Dumerc (9 de julho de 1982) é uma basquetebolista profissional francesa, medalhista olímpica.

## Carreira
Céline Dumerc integrou a Seleção Francesa de Basquetebol Feminino, em Londres 2012, conquistando a medalha de prata.